# Lautaro Ovando
Lautaro Nahuel Ovando (San Martín, Argentina; 10 de febrero de 2003) es un futbolista argentino. Juega de delantero y su equipo actual es el Argentinos Juniors de la Primera División de Argentina.

## Trayectoria
Formado en las inferiores del Argentinos Juniors, debutó en la Primera División el 18 de julio de 2021 ante Independiente.
En agosto de 2023, el delantero fue cedido al CA Talleres por 18 meses. Tras regresar a Argentinos en junio de 2024, fue cedido al Estudiantes BA de la Primera B Nacional.
De cara a la temporada 2025, Ovando fue enviado a préstamo a Deportes La Serena de la Primera División de Chile.

## Selección nacional
Ovando fue seleccionado juvenil para Argentina.

## Estadísticas
Actualizado al último partido disputado el 23 de febrero de 2025.
| Club                         | Div.          | Temporada     | Liga  | Liga  | Copas nacionales | Copas nacionales | Copas internacionales | Copas internacionales | Total | Total |
| Club                         | Div.          | Temporada     | Part. | Goles | Part.            | Goles            | Part.                 | Goles                 | Part. | Goles |
| ---------------------------- | ------------- | ------------- | ----- | ----- | ---------------- | ---------------- | --------------------- | --------------------- | ----- | ----- |
| Argentinos Juniors Argentina | 1.ª           | 2021          | 11    | 0     | 1                | 0                | 0                     | 0                     | 12    | 0     |
| Argentinos Juniors Argentina | 1.ª           | 2022          | 6     | 0     | 1                | 0                | 0                     | 0                     | 7     | 0     |
| Argentinos Juniors Argentina | Total club    | Total club    | 17    | 0     | 2                | 0                | 0                     | 0                     | 19    | 0     |
| CA Talleres Argentina        | 1.ª           | 2023          | 5     | 0     | —                | —                | —                     | —                     | 5     | 0     |
| CA Talleres Argentina        | 1.ª           | 2024          | 0     | 0     | —                | —                | 0                     | 0                     | 0     | 0     |
| CA Talleres Argentina        | Total club    | Total club    | 5     | 0     | 0                | 0                | 0                     | 0                     | 5     | 0     |
| Estudiantes BA Argentina     | 2.ª           | 2024          | 18    | 2     | —                | —                | —                     | —                     | 18    | 2     |
| Estudiantes BA Argentina     | Total club    | Total club    | 18    | 2     | 0                | 0                | 0                     | 0                     | 18    | 2     |
| Deportes La Serena · Chile   | 1.ª           | 2025          | 3     | 0     | 2                | 0                | —                     | —                     | 5     | 0     |
| Deportes La Serena · Chile   | Total club    | Total club    | 3     | 0     | 2                | 0                | 0                     | 0                     | 5     | 0     |
| Total carrera                | Total carrera | Total carrera | 43    | 0     | 4                | 0                | 0                     | 0                     | 47    | 2     |